# Espera Feliz
Espera Feliz là một đô thị thuộc bang Minas Gerais, Brasil. Đô thị này có diện tích 324,988 km², dân số năm 2007 là 20835 người, mật độ 65,4 người/km².